# Alfred Swahn
Pour les articles homonymes, voir Swahn.
Alfred Gomer Albert Swahn, né le 20 août 1879 à Uddevalla et mort le 16 mars 1931 à Stockholm, est un tireur suédois ayant participé à quatre Jeux olympiques et remporté plusieurs médailles.
Aux Jeux olympiques d'été de 1908, Swahn remporte une médaille d'or au tir au cerf courant coup simple par équipe. Aux Jeux de 1912, il décroche sur ses terres deux nouvelle médailles d'or olympiques, au 100 m tir au cerf courant coup simple individuel et par équipe. Huit ans plus tard, aux Jeux olympiques d'été de 1920, il remporte deux médailles d'argent, au cerf courant coup simple individuel et au cerf courant coup double par équipe ainsi que la médaille de bronze au tir aux pigeons d'argile par équipe. Durant ces trois compétitions, il était accompagné de son père Oscar qui obtient également à plusieurs reprises des médailles olympiques.
Aux Jeux olympiques d'été de 1924, il est médaillé d'argent au cerf courant coup simple par équipe et médaillé de bronze au cerf courant coup double individuel et par équipe.

## Palmarès

### Jeux olympiques
- Jeux olympiques d'été de 1908 à Londres :
  -  Médaille d'or au tir au cerf courant coup simple par équipe
- Jeux olympiques d'été de 1912 à Stockholm :
  -  Médaille d'or au tir au cerf courant coup simple individuel
  -  Médaille d'or au tir au cerf courant coup simple par équipe
- Jeux olympiques d'été de 1920 à Anvers :
  -  Médaille d'argent au tir au cerf courant coup simple individuel
  -  Médaille d'argent au tir au cerf courant coup double par équipe
  -  Médaille de bronze au tir aux pigeons d'argile par équipe
- Jeux olympiques d'été de 1924 à Paris :
  -  Médaille d'argent au tir au cerf courant coup simple par équipe
  -  Médaille de bronze au tir au cerf courant coup double individuel
  -  Médaille de bronze au tir au cerf courant coup double par équipe